# Opius albiapex
Opius albiapex är en stekelart som beskrevs av Fischer 1965. Opius albiapex ingår i släktet Opius och familjen bracksteklar. Inga underarter finns listade i Catalogue of Life.